# 癒齒鯛
癒齒鯛（学名：Symphysanodon typus），又名癒牙鮨、花鱸、紅魚，为輻鰭魚綱鱸形目鱸亞目癒齒鯛科癒齒鯛屬下的一个种，為熱帶海水魚，分布於太平洋，從菲律賓、印尼至夏威夷群島海域，深度50-400公尺，體長可達17公分，棲息在底中層水域，生活習性不明。

## 扩展阅读
- 維基物種上的相關：癒齒鯛